# بني مكود
بني مكود أو مكودة هي قبيلة أمازيغية هوارية، يتحدثون بأمازيغية زناتة، ويعرفون الأن ببني وراين ويشكلون أحد بطونها. مستقرهم فيما بين فاس وتازة، وتتواجد فرقة منهم بمدينة سلا.

## التاريخ
ذكر كل من مرتضى الزبيدي وإسماعيل ابن الأحمر أن بني مكود قبيلة من البربر، وذكر صاحب «سلوة الأنفاس» أنها من إحدى قبائل هوارة الذين مستقرهم فيما بين فاس وتازة، ويقول عنها الأستاذ ابن منصور: 
«بني مكود، أو مكودة فقط، قبيلة شهيرة هبطت اليوم إلى مرتبة البطون، واندمجت في غيرها من القبائل، منهم بني مكود بقبيلة الزراردة من إقليم تازة، وبني مكود ببطن آيت الربع من قبيلة بني عسو بإقليم تازة، والمكاددة ببطن أهل الوادي من قبيلة غياثة بإقليم تازة أيضا».

كما ذكر إبن خلدون أن يوسف بن تاشفين افتتح جبال غياثة وبني مكود عام 467 هـ/1074م، إذ قال: 
«...ثم نهض سنة سبع وستين وأربعمائة إلى جبال غياثة وبني مكود من أحواز تازا فافتتحها ودوّخها، ثم اقتسم المغرب عمالات على بنيه وأمراء قومه وذويه...»

وقد برزت بمدينة فاس عهد المرينيين أسرة بني مكود الهوارية، وجاء هؤلاء من قبيلة بني مكود الأمازيغية المستقرة فيما بين تازة وفاس كما جاء في «سلوة الأنفاس»، فأصبح بيتهم من بيوتات فاس العريقة في العلم والجاه وكان لهم زقاق عرف بهم، ومن بني مكود الذي اشتهروا في فاس إمام النحاة في زمانه أبو زيد عبد الرحمن بن علي بن صالح المكودي الفاسي. وكان أبو زيد هذا من مفاخرهم، إماماً في النحو واللغة والعروض وسائر فنون الأدب، درس كتاب سيبويه بمدرسة العطارين وهو آخر من درسه بفاس وبعده صار العمل على ألفية ابن مالك التي وضع هو عليها شرحه المشهور. وعَرَّف ببيت بني المكودي إسماعيل ابن الأحمر في كتابه «بيوتات فاس الكبرى»، فقال: 
«ومنهم بيت بني المكودي، وهم من البربر من قبيلة بني مكود أو مكودة، وبيتهم بيت فقه وكتابة وعدالة وثروة، ولهم زقاق بفاس يقال له عقبة المكودي».
كما ورد اسم المكودي كأسرة مغربية في «كشاف أسماء الأسر المغربية» للأستاذ عبد الوهاب بن منصور. ويظهر أن فرقة من قبيلة بني مكود هاجرت إلى سلا منذ قرون، واستقرت بها، وإلى اليوم تعرف منطقة سكناها بعقبة المكودي في المدينة العتيقة، وهو حي شهير بسلا.

## أعلام
- أبو زيد عبد الرحمن بن علي بن صالح المكودي الفاسي[2][8][9]
- عبد الرحمان بن محمد بن محمد المكودي[7]